# مأساة (دراما)

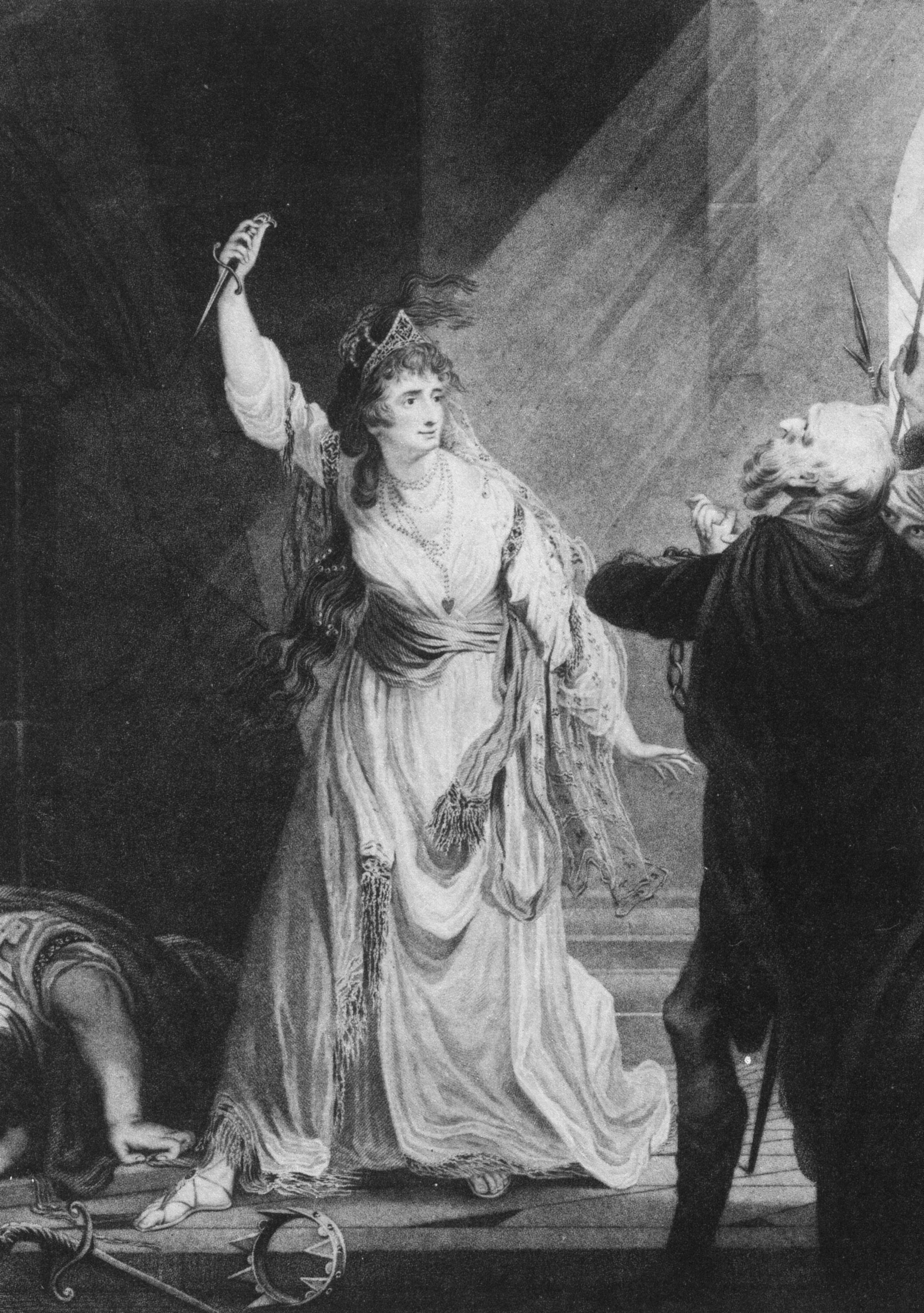
مشهد مأساوي.

 المأساة أو التراجيديا هي شكل من العمل الفني الدرامي يهدف إلى تصوير مأساة قد تكون مبنية على قصة تاريخية، أصل كلمة تراجيديا هو من اليونانية الكلاسيكية (τραγῳδία) وتعني حرفياً «أغنية الماعز»، نسبة إلى طقوس مسرحية ودينية كان يتم فيها غناء الكورس مع التضحية بالماعز في اليونان القديمة. المأساة عموماً تتعلق باستعراض أحداث من الحزن ونتيجة مؤسفة في النهاية، كما تنطبق هذه التسمية أيضاً في الثقافة الغربية على وجه التحديد على شكل من أشكال الدراما التي حددها أرسطو اتسمت على جانب من الجدية والشهامة والتي تنطوي على شخص عظيم يمر بظروف تعيسة. (تعريف أرسطو أيضاً يمكن أن يشمل تغير الأحوال من سيئ إلى جيد، ولكنه أرسطو يقول إن التغير من الجيد إلى السيئ هو الأفضل لأن هذا يؤدي إلى إثارة الشفقة والخوف داخل متفرج). ووفقاً لأرسطو أيضاً فإن «هيكل العمل التراجيدي لا ينبغي أن يكون بسيطا بل معقدا وأن يمثل الحوادث التي تثير الخوف والشفقة.» ويرى أرسطو، «أن التغير في الحال نحو التعاسة والمأساة لا يعود إلى أي خلل أو عيب أخلاقي، ولكن إلى خطأ من نوع ما.» كما أنه عكس الاعتقاد الخاطئ بأن هذه المأساة يمكن أن تنتج من قبل سلطة عليا (على سبيل المثال القانون، الآلهة، المصير، أو المجتمع)، بينما إذا كان سقوط شخصية ما في هذه المحنة ناجم عن سبب خارجي، فإن أرسطو يصف ذلك بأنه «بلية» وليس مأساة.

## تعريفها
| مأساة (دراما) | التراجيديا هي محاكاة لفعل جاد كامل ذي حجم معين ، في لغة منمقة تختلف طبيعتها باختلاف أجزاء " المسرحية " ، و بواسطة أشخاص يؤدون الفعل لا عن طريق السرد ، و بحيث تؤدي إلي تطهير " النفس " عن طريق الخوف و الشفقة بإثارتها لمثل هذه الانفعالات | مأساة (دراما) |

كما يعرفها أرسطو أو كما يعرف باسم «المعلم الأول» بكتابه «عن الشعر». ويري أرسطوأن المحاكاة نزعة فطرية تولد مع الإنسان منذ نعومة أظفاره، وأن الإنسان هو أكثر الكائنات الحية براعة في هذا المضمار، حيث إنه ينال تعليمه ومعارفه في طفولته عن طريق المحاكاة، وأن البشر جميعا يجدون متعة كبيرة في المحاكاة. كذلك نجد أن الكلمة التي استخدمها الإغريق للدلالة علي الشاعر هي Poietes وهي كلمة لا تعني شخصا يخلق من عدم، بل تعني الشخص الذي يؤلف ويركب وينظم الأجزاء التي نقلها عن طريق المحاكاة. وهذا يتطابق مع نظرية أفلاطون بين الأصل والصورة له. وأن كل شيء بالحياة هو صورة لأصل في السماء. ومعني هذا أن المحاكاة ليست نقلا حرفيا ولا خلقا من العدم، بل نقل يتضمن تغييرا وإضافة ذاتية ممن قام بها. ألي جانب انها معني لاصيق بالإنسان وأيضا تحمل معني الإضافة والابتكار.
في تعريف أرسطو: هي محاكاة أي حدث يثير انفعال الألم، (وغالباً ما ينتهي بالموت) حيث يكون بطل هذا الحدث شخصاً ذا مكانة عالية، وحيث تؤدي عاطفتا الخوف والشفقة إلى تطهير النفس من هذه الانفعالات. وقد تحتوي في العصر الحديث على بعض العناصر الهزلية أو القصص الثانوية، بقصد إظهار التباين، أو التفريج عن التوتر العاطفي. استمدت المأساة من الشعائر الدينية القديمة في بلاد اليونان، أما المآسي التي كتبها إسخيلوس، ويوربيديس، وسوفوكليس، فقد كانت تتسم بالطابع الأدبي أكثر من اتسامها بالطابع الديني. وكانت المأساةفي فرنسا إبان القرن 17، وبخاصة في المسرحيات التي كتبها راسين، وكورني، كانت تلتزم بالوحدات الكلاسيكية الثلاث، وهي وحدة الزمن، ووحدة المكان، ووحدة الحدث. وهو ما يتعارض مع المأساة في الأدب الإنجليزي، كما في مسرحيات وليم شكسبير. ولم يعد للمأساة بمفهومها التقليدي وجود في الوقت الحاضر. فالمأساة عند إبسن تعالج في الغالب مشكلات اجتماعية وسياسية. ومن أشهر كتاب المأساة في العصر الحديث:تشيكوف، وسترندنبرج، ويوجين أونيل، وماكسويل أندرسون.

## مكونات المأساة
وفقا لما ورد عند أرسطو فإنه كان لابد من وجود ستة عناصر تكون منها المأساة الإغريقية كعرض مسرحي، هي: القصة والشخصيات والفكرة والبيان والأغنية والمشهد المسرحي.

### القصة
و هي أهم مكونات المأساة، وهي عبارة عن تركيب لأفعال البشر وتصرفاتهم وما في حيتهم من خير وشر، لأن المأساة لا تحاكي الأشخاص ولا تتعرض لسرد قصة حياتهم، بل تحكي مواقفهم عن الحياة. ويري أرسطو أن السعادة والشقاء يكمنان في الفعل، وأن غاية الحياة ليست كيفية الوجود، بل كيفية الفعل. يعتبر الكتاب الإغريق أهم فترة درامية في حياة الإنسان هي الفترة الأخيرة من عمره، لأنها بمثابة بلورة لموقفه وتصرفاته ونظرته إلي ما يحيط به من بشر وموجودات، ولأنه لا يمكن الحكم بصدق علي موقف إنسان أو تقويمه ببدايته بل بنهايته، فقد تحدث أمور تؤدي إلي تغيير جذري في حياة أي إنسان بحيث تحول مصيره من النقيض إلي النقيض.
و تتعرض القصة من جانب لشخصيات الأفراد من حيث هم أفراد في المجتمع، ومن جانب أخر إلي أفعالهم سواء كانت هذه الأفعال تتسم بالسعادة أو الشقاء، بحيث تكون المحاكاة فيها للفعل الذي تقوم به الشخصية لا للشخصية نفسها، فالدراما هي الفعل وليست الشخصية، ولو وجدت الشخصية وغاب فعلها لما كانت هناك دراما.
و ثمة عنصران كان لابد من توافرهما في القصة الدرامية الإغريقية حتى يتحقق المغزي الدرامي التراجيدي وهما: التحول والاكتشاف.

### الشخصيات
الشخصيات بالمأساة هي التي تقوم بالفعل، فإن كل شخصية في المسرحية ينبغي أن تفسر مسار السلوك الإنساني، ولماذا يتجه بكليته إلى جانب دون الآخر، وينبغي للشخصيات بالمأساة أن تعتمد على فهم النزعات الإنسانية التي تدفع الإنسان إلى اتخاذ موقف سلوكي ما بناء عليها وليس مجرد ترديد للكلمات.
أما عن الصراع بين الشخصيات بالمأساة فيعتمد على مدي صلة الشخصيات ببعضها اليعض، وهذه الصلة أما أن تكون صلة محبة أو عداء. فإذا كانت عداء فلا بد إلا تظهر الشخصية أي تعاطفا أو رحمة تجاه من تعادي، سواء بالقول أو الفعل وتحت أي ظرف كان إلا حينما تحل بها فاجعة محزنة أو شقاء جسيم. وعلى العكس في صلة المحبة حيث لا تضمر الشخصية البغض أو الكره نحو من يحبها إلا إذا اندفعت إلى ذلك بسبب آثامها، فقد يقدم الأخ على قتل أخيه، أم الأبن على قتل أبيه، أو الأم على قتل ولدها أو العكس، بحيث تنتج عن ذلك مآس مفجعة.
و لكن هذا العدوان لا يحدث بسبب شر كامن داخل الشخصية، أو متعمد من ناحيتها، بل بسبب أهواء أو نوازع داخلية تجعل الإنسان ينقاد دون تبصر إلي الوقوع في الإثم.
و يري أرسطو أن هناك أربعة عناصر ل ابد من توافرها عند بناء الشخصية
1- لا بد للشخصيات التراجيدية أن تتصف بالسمو وسلوك متفرد حتى تكون أكثر تأثيرا في النفس، وكي تحقق بسلوكها المتميز بالنسبة للسلوك العادي التضاد ومن ثم الصراع. ومن ناحية أخرى فإن المأساة الإغريقية كانت دوما ذات موضوع سام، وكان هدفها باستمرار المثل الأعلى الذي كان لا يوجد -برأي الإغريق- بين البشر العاديين، بل بين الأبطال العِظام وأنصاف الآلهة، أو على الأقل بين البشر ذوي الصيت الذائع والشهرة العظيمة.
و كما يري الإغريق أن الفاجعة تحل بإنسان عظيم مرموق تكون أكثر تأثيرا في نفس المشاهد مما لو حلت بشخص عادي مغمور.
2-التوافق بين الشخصية وصفاتها الفطرية، فلا يصح أن تصور المرأة بصفات خاصة بالرجل وحده، مثل البسالة بالحرب أو الخشونة، أو الرجل بصفات المرأة وحدها.
3- التماثل بين ما تقوله الشخصيات وما تفعله، فلا ينبغي أن يشذ الفعل عن القول، لأن معنى هذا أن الشخصية بلا دور إيجابي أو موقف، وبالتالي تصبح بعيدة الواقع وغير مقنعة.
4- التناسق في بناء الشخصية بمعنى أن تلتزم الشخصية في قولها وفعلها بموقف معين ما دامت الظروف ثانية، وألا يتحول سلوكها فجأة وبدون دافع من موقف إلى موقف مضاد.
و لا بد للشخصية أن تخضع في قولها وفعلها إلى قانون الضرورة أو الاحتمال بمعنى أن لا تقول شيء أو تأتي بفعل بعيد عن الاحتمال مُجافٍ للواقع ولمنطق الأمور.

### الفكرة
الفكرة هي القدرة على ابتكار ما تقوله كل شخصية من أجل إيضاح فعلها، وتبرير سلوكها بما يناسب الموقف، وبمعني آخر وضع أفكار الشخصية على لسانها بحيث تتحول من فكرة ذهنية إلي سلوك فعلي. ويرى أرسطو أن الفكرة تنحصر في المقدرة على إيجاد اللغة الملائمة والمناسبة للموقف، وأن هذه اللغة ذات التعبيرات المناسبة توجد في الخطب السياسية والخطب الريتوريقية «البلاغية». وأن أوائل الكتاب المأساةت مثل إسخيلوس قد انطلقت شخصياته بلغة الخطب السياسية على حين لجأ المتأخرون منهم والمعاصرون لأرسطو مثل يوربيديس إلي استخدام اللغة البلاغية.
الفكرة ببساطة هي القدرة على التعبير باللفظ وطبقا لأرسطو ينبغي أن تخضع لمعاير معينة.
1- الوضوح: بمعنى أن تجعل المشاهد يحار عبثا في فهم مرامي الألفاظ، وإلا تغرقه في الرموز والتجريد، فينسى المغزى ولا يدرك الهدف ويصبح من العسير عليه أن يتابع أحداث المسرحية مهما كانت ثقافته واسعة.
2- التفنيد: وهي القدرة على دحض الأفكار التي تطرحها شخصية ما من أجل تعضيد موقفها إزاء شخصية أخرى تتخذ منها موقفا مضادا، أو القدرة علي إضعاف الخصم وتعزيز الآراء الخاصة بالشخصية المناهضة له.
3- القدرة على إثارة الأحاسيس المتباينة في النفس مثل الشفقة أو الخوف أو الغضب وما شابه ذلك.
4- القدرة على الإسهاب والإيجاز حسب ما يقتضيه الموقف الدرامي، بمعنى أن يكون اللفظ في مكانه تماما ودون زيادة أو نقصان، لأن الكلمات التي يحتاجها الموقف الدرامي إن زادت جعلت المشاهد يفقد التركيز ويصاب بالملل، وإن نقصت فشلت في إيضاح الموقف، وعجزت عن بلورة الفعل الدرامي كله.
إلى جانب هذه العناصر الأربعة لا بد من توافر الترتيب والتنسيق حتى تؤدي بالنهاية لتحقيق الأثر المطلوب منها.

### البيان
البيان مرتبط باللغة، لأنه عبارة عن تكوين اللفظي للأفكار وصياغتها بالكلمات سواء كان ذلك شعرا أو نثرا، كما أنه يرتبط بطرق التعبير والأداء ولذلك فإن له نفس الخصائص سواء لدي كتاب الشعر أو النثر.
و للبيان أنماط وهي الأمر والتمني والسرد «القص، أو الحكي» والتهديد والسؤال والجواب. أما العناصر المكونة له وهي الحرف والمقطع والأداة وأداة الربط والاسم والفعل وحالة الإعراب والعبارة «الجملة» ومعني ذلك أن عناصر البيان تجمع إلي جانب الحروف الأبجدية أجزاء الكلام المعروفة باللغة.

### الأغنية
كما يصفها أرسطو بأنها ذات قدرة تامة علي التأثير، وإيضا أنها أكثر عنصر يضفي علي الدراما جاذنبية «وفقا للمفهوم الإغريقي القديم».
و الأغنية هي الأناشيد التي كانت الجوقة تقوم بإنشادها في«الأوركسترا» بين المشاهد التمثيلية، وهي أناشيد تكون مصحوبة عادة بموسيقي الناي والرقص والإيقاع السريع في بعض أجزائها. ويفسر وجود الغناءبالمأساة علي أنه يهدف إلي تخفيف التوتر الذي تحدثه المشاهد التراجيدية العنيفة في نفس المشاهد. وبالوقت نفسه يرمي إلي الترفيه عنه وإمتاعه، حتى يكون أكثر استعدادا لمتابعة الأحداث دون ملل أو توتر.
أن وجود الجوقة بأناشيدها بالمأساة الإغريقية كان يعد أمرا اساسيا حيث أن نشأة المسرح من البداية كانت من خلال الأناشيد الديثرامبية، فالجوقة هي لبنة هذا المسرح، ووجودها به يعد محافظة علي أرث قديم، لا بيمكن للكتاب العزف عن استخدامه. كذلك للجوقة والأناشيد دور وظيفي حيث -سواء بالمأساة أو الكوميديا-كان يستخدم دخول وخروج الجوقة بتحديد أجزاء المسرحية وفصولها.

### المشهد المسرحي
كما يقول أرسطو بكتابه «عن الشعر» أن المشهد المسرحي يجذب الجمهور ويمتعهم. ورغم هذا فهو لا يرتبط من الاناحية الدرامية بالنص المكتوب، فالمأساة -كنص مسرحي مكتوب- قادرة علي إحداث الأثر والمغزي بدون العرض المسرحي، وبدون الممثلين. لذلك فإن فن المخرج «المشرف علي المناظر» يعد أشد ارتباطا بالمشهد المسرحي «العرض المسرحي» من ارتباط الشاعر الذي ألف المأساة.

## أجزاء المأساة
أكتملت المأساة وأصبحت فنا أدبيا متكملا ومتميزا خاصة في عصر ثالث الشعراء الكبار «يوربيدس» كانت تتألف من الأجزاء الأربعة التالية:

### المقدمة
و تعرف ب «البرولوج» عبارة عن الجزء الذي يقع دخول الجوقة إلي الأوركسترا لأول مرة وكان الكاتب بهذا الجزء يمهد للموضوع الذي سيعرضه في مسرحيته، واحيانا كانت تصاغ بصيغة المونولوجفيلقيه أحد الشخصيات مثل ثلاثية الأوريستية لأيسخيلوس، حيث يبدأها حاجب القصر، وأحيانا تكون عبارة عن حوار «ديالوج» بين أثنين من الممثلين، وقد أهتم يوربيدس بالمقدمة وطورها.

### أغنية الجوقة
تنقسم أغنية الجوقة إلي قسمين
1- أغنية المدخل وهي أول جزء كامل تلقيه الجوقة عند دخولها إلي الأوركسترا لأول مرة في المسرحية، وينظم هذا الجزء في أوزان راقصة سريعة، تلائم حركة أفراد الجوقة وهم يقومون بالرقص والإنشاد معا.
2- الفاصل الإنشادي: وهي أغاني الجوقة الكاملة التي تقوم بإنشادها بين الفصول، ولقد سميت بهذا الاسم لأنها عبارة عن أغان غير مصحوبة بالرقص، ولا يدخل في نظمها التفعيل «الأنابيستي».
و يأتي هذا الجزء أحيانا -أغنية الجوقة- ببداية المسرحية بالنسبة للتراجيديات التي تبدأ بأغنية الجوقةمباشرة. أما بالنسبة للتراجيديات المحتوية علي مقدمة فإن دخول الجوقة يكون بعد المقدمة مباشرة. وكانت أغنية الجوقة تتخلل المسرحية من بدايتها إلي نهايتها «سواء كانت بالمسرحية مقدمة أو لا» حيث تقوم الجوقة بإنشاد أغانيها التي تتفاوت في طولها، وفي ارتباطها بالأحداث التراجيدية وفقا لتطور الفن الدرامي، ووفقا لاتجاهات المؤلف نفسه، ذلك أن بعض المؤلفين كان يزيد من العنصر الغنائي وبعضهم كان يحاول اختصاره إلي أدني حد ممكن، كما أن البعض كان يربط أغاني الجوقة بالمواقف الدرامية، أما البعض الآخر فكان لا يهتم بإيجاد مثل هذا الترابط أو يفشل في إيجاده.

### المشهد التمثيلي

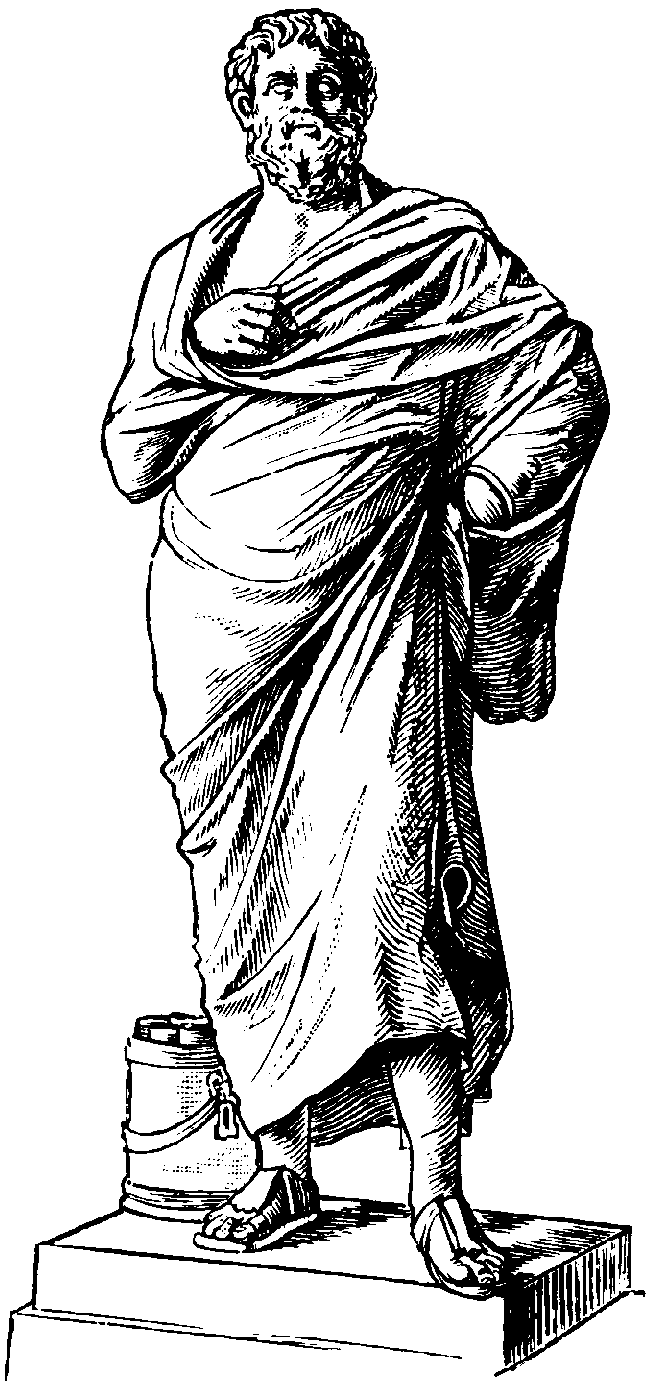
سوفكليس.

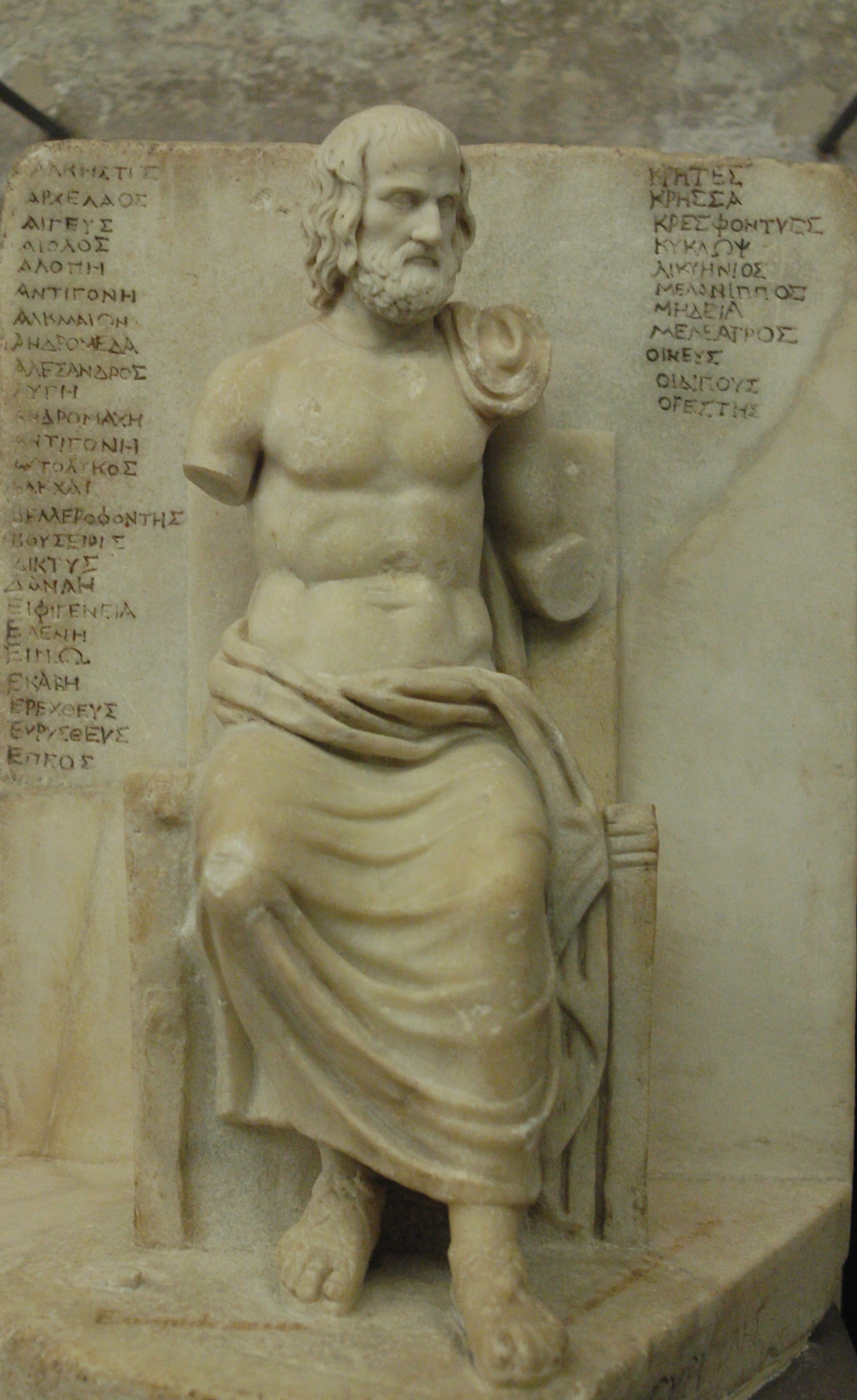
تمثال يمثل يوربيديس.

يعد الجزء الدرامي بالمأساة ويكون عبارة عن مقطوعات من الحوار التمثيلي الذي يدور بين شخصيات المسرحية، ليكشف للمشاهد عن أبعاد كل شخصية، وعن الصراع الدائر بينها.
عرف أرسطو «المشهد التمثيلي» بأنه جزء من المأساة يقع بين أغنيتين كاملتين من أغاني الجوقة. وعلي هذا يمكن اعتبار «المشهد التمثيلي» بمثابة فصل من فصول المسرحية الحديثة، ولم تكن المأساة الإغريقية في أي عصر من عصورها تحتوي علي أكثر من خمسة من هذه «المشاهد التمثيلية».
و في عهد أسخيلوس -أول الكتاب الثلاث- كان المشهد التمثيلي بالمأساة عبارة عن حوار بين شخصين فقط، بمعني أنه لم يكن يشترك ممثل ثالث بالحوار الدائر بين الشخصيتين إلا بعد خروج أحدهما، ولكن بالنسبة لسوفوكليس ويوربيديس من بعده كان المشهد التمثيلي عبارة عن حوار بين ثلاث شخصيات في المنظر الواحد. ولقد أضاق الممثل الثالث الذي أدخله سوفوكليس عمقا جديدا للصراع الدرامي الدائر، لأنه بوسعه الانضمام إلي طرف ضد الآخر بناء علي موقف وسلوك كل منهما، بحيث يؤدي هذا بلورة الصراع وتوضيحه بأكثر مما لو كان التضاد بين طرفين فقط لا ثالث لهما 

### الخاتمة
بهذا الجزء يتم حل العقدة التي تكون قد بلغت ذروتها قبله بقليل، وبه أيضا تخرج الجوقة من المسرح بعد انتهاء العرض المسرحي، ويكون هذا بمثابة إسدال الستار في المسرح الحديث في نهاية العرض المسرحي.
و علي مؤلف المأساة بهذا الوقت أن يراعي تصاعد الأحداث حتى تصل إلي ذروتها، وأن يوجد لها الحل المنطقي المناسب، كما كان عليه أن يوائم بين مشاهد الحوار والأغاني بحيث لا يطغي عنصر علي آخر. لأنه إذا زاد العنصر الغنائي علي الحد فقدت الدراما حركتها وتأثيرها، وإذا انعدام العنصر الغنائي أو قل عن الحد أصبحت المأساة ثقيلة الوطأة علي نفس المشاهد، وفقدت بالتالي جاذبيتها لدي جمهور المسرح الإغريقي القديم 

## موضوعات المأساة
استمد كتاب المأساة موضوعاتهم من الأساطير القديمة والتي كانت تراثا معروفا لمواطنيهم، لأن المسرح الإغريقي ارتبط منذ ظهوره ونشأته بالدين والعقيدة، لهذا لزاما أن ترتبط موضوعات المأساة بالعقيدة الإغريقية متمثلة في التراث الأسطوري، حيث أن الأساطير تعد عقيدة الإغريق. تكونت هذه الأساطير عبر العصور وساهم في صنعها الشعراء والأدباء، ولم تعتمد علي لكتابة بل التناقل الشفهي وتصور الإغريق أنفسهم.
اتسمت موضوعات الأساطير بالمأساة والنهايات المأساوية التي لحقت بأبطالها، كذلك أن الدراما ارتبطت بالتطهير، والتطهير مرتبط بالعقيدة من ناحية تطهير النفس من شرورها، وهذا يفسر اتجاه كتاب المأساة لي الأساطير كواجهة للعقدية الإغريقية كما يتصورها الإغريقي القديم.
اعتقد الإغريق أن وقائع الأساطير قد حدثت بالفعل بالماضي السحيق ، لهذا كانت حقل خصب للكتاب وذلك لتوافقها مع قانون «الضرورة أو الاحتمال»، كذلك إلي جانب أن شخصياتها تعد تاريخية أو شبه تاريخية.
ترتكز الأساطير علي رؤية فلسفية حكيمة لحياة الإنسان، ووجد الكتاب بها حقلا خصبا فشخصياتها تصلح بأبعادها المتباينة لتصوير الصراع في المأساة، حيث أن الشخصيات العادية لا تعطي المأساة عمق أو صراع. فالدراما ليست فكرة داخل ذهن الإنسان لا ينتج عنها تصرف معين، بل هي سلوك وتصرف وفعل إنساني يظهر وينمو ويتعدي حدود الذاتية فيؤثر في الآخرين ويتحمل صاحبه تبعة تصرفه لأنه واع ومدرك لما يفعل ، بل أنه يصر علي فعله إصرارا. ويتمادي في الدفاع عنه بكل قوته حتى لو أدي ذلك إلي صدام هالك مع الآخرين. أذا فالمأساة ذات مغزي أخلاقي وهدفها التطهير المرتبط بالعقيدة، وكان هذا كله محقق بالأساطير.
لم تقتصر موضوعات المأساة علي عالم الأساطير، فهناك كتاب استمدوا موضوعاتهم من الحياة المعاصر ، خاصة الجانب السياسي منها مثل «الحروب مع الفرس»، خاصة مع خروج الإغريق منتصرين بعد حربا طويلة.

### سمات موضوعات المأساة[25]
1- خضعت موضوعات إلي قانون «الضرورة والاحتمال» لتحقيق المغزي التراجيدي وتصل بالمشاهد حد التطهير
2- استمدت موضوعاتها بشكل عام من الأساطير ومن الحياة المعاصر بشكل خاص.
3- مع ارتباط المأساة بالأطار الديني لكنها في الحقيقة تعالج السلوك الإنساني بوجه عام والمشاكل المترتبة عليه ، والدوافع المحركة له.
4- إيضا ترتبط الدراما -تراجيديا وكوميديا- بشكل عام بالجماهير ، لهذا فارتبط بمعالجة مشكلاتهم ويتحدث عن سلوكهم في مجتمعاتهم.

## البناء الدرامي
البناء الدرامي يحتوي على بداية بها تمهيد للأحداث الخاضعة لقانون «الضرورة والاحتمال»، ويليها «وسط» به عرض لهذه الأحداث وتفصيل دقائقها ، ثم نهاية بها ذروة هذه الأحداث وحلها. ولقد أطلق المحدثون علي هذه السلسلة الثلاثية العضوية ما يعرف باسم «الخط الدرامي». وان تطور هذا الخط ينشأ عن عدة تغيرات في التوازن بين الإدارة الإنسانية ومصيرها المحتوم.
طبقا لأرسطو ينبغي أن يحتوي الفعل الكامل علي بداية ووسط ونهاية. ولابد للبداية أن ترتبط عضويا بما يليها «الوسط والنهاية» بمعني أن تمهد لهما ، وتكون مقدمة لما يحدث فيهما ، ويكون ما بعدها نتيجة لها ، ولا يحدث بعدها ما يناقض ما جاء بها.
و يري أرسطو أن البناء الدرامي الأمثل هو الذي لا يمكن أن تقع فيه البداية بعد الوسط أو قبل النهاية ، وأن يكون الوسط مرتبط بما قبله من أحداث وما بعده وهو النهاية. أما النهاية فهي الجزء الذي يرتبط عضويا بكل من الوسط والبداية ، ويكون نتيجة حتمية لكل منهما.

## مكونات الخط الدرامي
1- مقدمة
2- فعل يؤدي إلي تصاعد
3- الذروة
4- فعل يؤدي إلي تخفيف التصاعد
5- الحل

## سمات البناء الدرامي
ينبغي أن يكون البناء الدرامي منطقيا ومترابطا ، بحيث لا يبدأ بداية متعسفة أو ينتهي نهاية مبتسرة أو تسير فيه الأحداث مصادفة. كذلك يشترط أن يتحقق التجانس بين الموضوع والحجم بهذا البناء ، وتحقيق عنصر التعادل بين الشكل والمضمون.
يري أرسطو أن الجمال يعتمد علي عنصريين وهما: الحجم والترتيب. وكذلك أن الجمال لا يتوافر في الحجم متناهي الصغر ولا في الحجم البالغ الضخامة ، حيث في الحالة الأولي يعجز البصر عن رؤية تفاصيل الحجم ، وبالحالة الثانية يفشل النظر في الإحاطة بالحجم. حيث أن الجمال يكمن في الحجم ذي القدر المحدود الذي يسمح للرؤية بأن تستوعبه بجلاء. وقياسا علي ذلك يري أن الموضوع الدرامي ينبغي أن يكون ذا حجم معين بحيث يستطيع العقل والذاكرة أن يستوعباه.
و لكن هذا كله لا يعد من الفن أن يكتب المؤلف حسب حجم محدد مسبقا ولكن الأمر كله أن يراعي بقدر الأمكان الحجم الكافي بالنسبة للبداية والوسط والنهاية حسب ما يتوافق وتوضيح الأحداث. والحجم الأمثل هو الحجم الذي يسمح بتتابع الأحداث وتطورها وفقا لقانون «الاحتمال والضرورة» بحيث يمكن عن طريقه إظهار التحول «في شخصية البطل» من الشقاء إلي الهناء أو من السعادة إلي الشقاء.
و ملخصا لما سبق يمكن القول بأن مفهوم البناء الدرامي في المأساة هو تكوين الموضوع وترتيبه وتطويعه بحيث يغدو ملائما للمفهوم المسرحي ، ويكمن سر الدراما في هذا البناء وبه وحده يتفاعل المشاهد مع التمثيل ويعايش الأحداث.

### الوحدات الثلاث
هناك وحدات ثلات مكونة للعمل الدرامي وهي
1- وحدة الموضوع «أو وحدة الفعل»
2- وحدة الزمان
3- وحدة المكان «المكان الثابت»
تعد هذه الوحدات هي قاعدة أو قانون الدراما، والتي ذكرها أرسطو بكتابه «عن الشعر»، وهوراس بكتابه «فن الشعر». ويجدر بنا التنويه بأن أرسطو لم يتحدث باستفاضه سوي عن «وحدة الموضوع» فقط ، بل ولم يرد علي لسانه ما يعرف باسم «وحدة الزمان أو المكان» وهي استنتاجات منه أن للزمان قاعدة وأن للمكان وحده.
و علي الأرجح أن هذا التحديد القاطع من جانب نقاد عصر النهضة بثبات عنصري الزمان والمكان لم يكن قانونا وقاعدة كما ظنوا ، بل كان بمثابة عرف أملته ظروف المأساة الإغريقية القديمة، وكان أرسطو دون ريب محقا في اقتصاره علي وحدة الموضوع أن هي أساس الدراما وأنه لا توجد دراما بدون موضوع آيا ما كا مفهومها ، ومهما اختلف هذا المفهوم بين القدماء والمحدثين ، أما ما أسماه نقاد عصر النهضة بالخروع علي «وحدتي» الزمان والمكان فلا يعدو سوي مبالغة في النمطية والتقليد تصور لهم أن في هذا الخروج إلغاء للدراما ، في حين أن إلغاءها يكون فقط في الخروج علي وحدة الموضوع ، لأنها جوهر الدراما.
فالدراما فن متطور لا يسمح للقيود بأن تكبله أو تعوقه ، كما أنه في نفس الوقت جوهر لا يمكن إلغاؤه كلية بدعوى التطور. ذلك أن الدراما البسيطة ذات الوحدات الثابتة قد استبدلت بها الدراما المركبة التي لا تتقيد في بنائها بأي وحدة ، خاصة بعد ظهور «وليم شكسبير» و خروجه عن هذه الوحدات التي اعتبرها بعض النقاد هي سبب خلود الدراما الإغريقية القديمة ، في حين رأي البعض الآخر أن سبب نجاح وليم شكسبير هو خروجه عنها. هذا التضارب في الأراء يعود للصراع ما بين المذهب الكلاسيكي والمذهب الرومانسي.

## وحدة الموضوع
يقول أرسطوأرسطو
| مأساة (دراما) | قد يظن البعض أن حياة البطل الواحد لا تعطي سوى قصة واحدة " أو موضوعا واحدا " جاهلين أن حياة شخص واحد قد تتضمن قدرا كبيرا من الأفعال و التصرفات لا يمكن أن تصاغ كلها في موضوع ذي وحدة واحدة ، و ناسيين أن شخصا واحدا قد يقوم بأفعال كثيرة و ليس من بينها فعل واحد يصلح أن يكون فعلا دراميا . و بناء علي ذلك يخطئ الكتاب الذين يختارون موضوعا لهم الحياة الكاملة لبطل قام بأفعال عديدة و شهيرة مثل أعمال هيراقل " الهرقليات " أو أعمال ثيسيوس " الثيسيات " ، معتقدين أنه ما دام البطل واحدا فإن قصته بالضرورة ستكون ذات وحدة واحدة | مأساة (دراما) |

و ينبغي لكي تتحقق الوحدة أن تكون وحدة المحاكاة ناتجة عن وحدة الموضوع ، حيث أن المحاكاة في الدراما تكون محاكاة للفعل فإن هذا الفعل ينبغي أن يكون واحدا كاملا في الوقت نفسه ، و أن تكون أجزاءه مترابطة البناء بحيث إن أي تغيير في ترتيبها أو قطع في تسلسلها أو تناقض في تتابعها يؤدي إلي انهيار البناء كله وانقلابه رأسا علي عقب ، و بمعني أنه لا يجوز إضافة هذه الأجزاء ولا يصح أي حذف بها.
و لكن الكتاب كانوا بصدد تناول الاساطير وهذه الاساطير لها وحدة موضوع ، فينوه أرسطو أن هليس علس الكاتب تناول الأسطورة بالكامل حيث أن للكاتب المتسع في ذكر ما يراه مناسبا لقانون «الاحتمال والضرورة».
و يقول أرسطو
| مأساة (دراما) | أن الشاعر لا يختلف عن المؤرخ لمجرد أن الأول ينظم موضوعه شعرا و الثاني نثرا فالنظم وحده لا يصنع شاعرا ، ذلك أننا قد ننظم تاريخ هيرودوتوس شعرا دون أن بتغير من صورة التاريخ إلي صورة الأدب ، بل سيظل تاريخا رغم الإطارالشعري . بل يكمن الفرق بينهما في أن المؤرخ يتعرض لما حدث فعلا علي حين يتعرض الشاعر لما هو ممكن أو محتمل الحدوث . و تبعا لذلك فالشعر أكثر فلسفة و أكثر تأثيرا من التاريخ . | مأساة (دراما) |

## وحدة الزمان
اعتمدت العقلية الإغريقية -حتى قبل ظهور المسرح بوقت طويل- تفضل أن تقتصر الأعمال الأدبية المعتمدة علي المحاكاة علي زمن معين ، و تري أنه ليس من الضروري التعرض للأحداث برمتها " فهوميروس مثلا - رغم أنه شاعر ملحمي- قد جعل الإلياذة تدور في فترة زمنية مقدارها خمسون يوما فقط ، مع أن الحروب الطروادية التي يدور حولها موضوع الملحمة قد استمرت عشر سنوات كاملة.
و كما جاء علي لسان أرسطو في كتابه " عن الشعر "
| مأساة (دراما) | تختلف الملحمة عن التراجيديا في أن الأولي ذات أوزان بسيطة ، و في أنها تعتمد علي السرد . و هناك فرق آخر يتعلق بالطول " البعد الزمني " ، فالتراجيديا تحاول أن تنحصر في نهار يوم واحد " دورة واحدة للشمس " أو لا تتعدي ذلك إلا قليلا ، في حين أن الملحمة ليس لها حد زمني معلوم | مأساة (دراما) |

و معني هذا أن الزمان في المأساة الإغريقية -وفقا لهذا العرف الأدبي- كان محددا بنهار يوم واحد ، علي أساس أن هذا اليوم سيشهد تطور الفعل الدرامي من بدايته حتى نهايته ، حيث يتم حله بعد وصول الأحداث إلي ذروتها.
و كمثال نجد أن سوفوكليسسوفوكليس في مسرحيته «أوديب ملكا» يحدد الفعل الذي تدور حوله المسرحية باليوم الذي علم به بحقيقة مولده ، و حل فيه الدمار بشخصه ، أما الأحداث الأخري التي دارت قبل هذا اليوم مثل حل اللغز والوباء الذي حل بطيبة ، و استشارة الوحي ، و الجرم البشع ، فقد جعله المؤلف خارج إطار تناوله الدرامي ، بحيث جعل كل شئ ينجلي في نهار ذلك اليوم ذاته. إن اعتقاد الإغريق القدامي هو الذي أملي عليهم هذا التحديد الصارم بالنسبة للزمان ، فحياة الإنسان عندهم رغم طولها لا تحتوي إلا علي لحظات قليلة ، يمكن القول أنها حاسمة ، و تلك اللحظات هي التي تحدد مصيره ، و تحول حياته من نقيض إلي نقيض ، كلحظات الاكتشاف المروع أو وقوع جرم خطيلا أو حلول كارثة أو الموت ، تلك اللحظات هي التي تختارها المأساة الإغريقية كإطار زمني لموضوعاتها. و من هذا نستنتج أن تحديد الزمان في المأساةالإغريقية كان مرجعه إلي عرف أدبي ، و نتاج عن اعتقاد فكري ملائم لطبيعة الموضوعات التي يعالجها الكتاب ، و لم يكن قط قانونا أو قاعدة أو شرطا.

## وحدة المكان

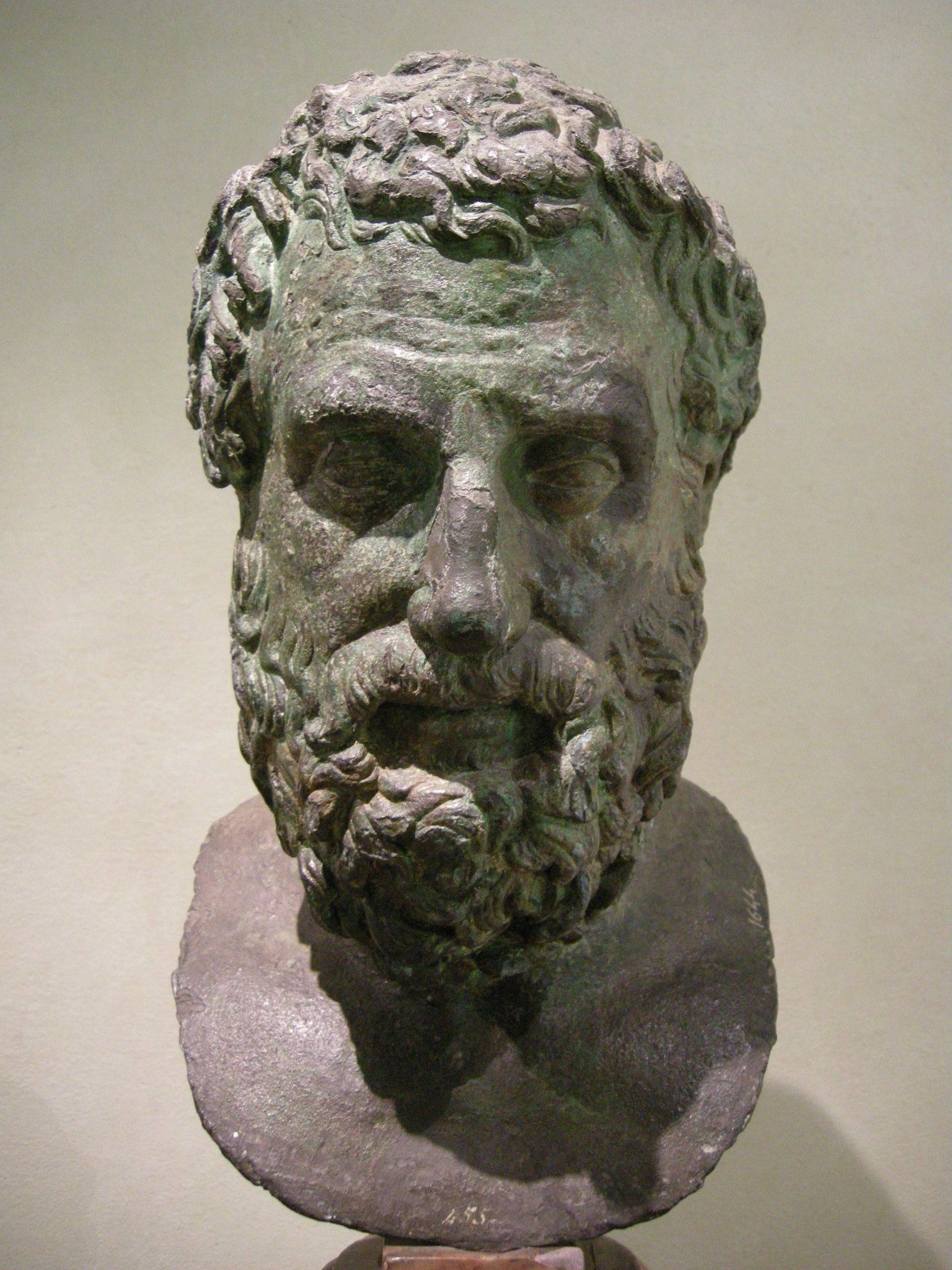
أسخيلوس، تمثال نصفي برونزي

أما المكان فيتم تحديده بناء علي الموضوع نفسه ، ذلك أنه ما دام الموضوع محاكاة لفعل إنساني فمن الضروري أن يدور هذا الفعل في مكان معين. و لقد جري العرف بالمأساة الإغريقية علي أن يكون هذا المكان واحدا أو ثابتا ، فقد يدور الحدث الدرامي بقصر أو ساعة أو أحدي الجزر ، حسب موضوع المسرحية. و ما دام الفعل واحدا أو ذا وحدة ، و ما دامت الفترة الزمنية التي يدور فيها هذا الفعل محدودة -كما سبق القول- بحيث لا تسمح بالتنقل ما بين مكان وآخر علي الأقل بالنسبة للبطل فمن المنطقي والحال كذلك أن يكون المكان الذي يشهد الفعل ثابتا إيضا.
و لكن الجزم بثبات المكان دائما ، لأن هناك مسرحيتين لا تتمسكان بهذا العرف ، أولاهما «ربات الغضب» لإسخيلوس حيث تدور بعض الأحداث في معبد أبوللون بدلفي ، و البعض الآخر في معبد أثينا بمدينة أثينا. و المسرحية الثانية هي «أياس» لسوفوكليس حيث تدور الأحداث أولا أمام خيمة أياس بسهل طروادة ثم تنتقل بعد ذلك إلي مكان آخر علي ساحل البحر.

## التحول والاكتشاف و الفاجعة
يكمن سر نجاح المأساة
1- التحول
2- الاكتشاف
3- الفاجعة

## التحول
و هو تغير الأحداث أو المواقف من النقيض إلي النقيض وفقا لقانون «الاحتمال والضرورة»، قد يؤدي إلي تحول في المسرحية الواحدة إلي أن ينتقل إنسان من السعادة إلي الشقاء أو النقيض ، مثلا في مسرحية «ادويب ملكا» البطل أوديب بعد سعادته وارتفاع نجمه يصاب بالشقاء حينما يواجه بمشاكل مدينته التي حل بها الوباء ، و حينما يعرف أن مولده يحيط به الشك، و أن من المحتمل أن يكون هو نفسه مرتكب الإثم الفظيع ، و لكنه يسعد مرة أخري حينما يعرف بنبأ موت والده «الذي رباه في كورنثة» مما يدل علي براءته من دمه ، ثم يشقي مرة أخري حينما تنبلج الحقيقة سافرة في النهاية ، و يتضح دون شك أنه نفسه مرتكب الإثم.
يري أرسطو أنه ما دامت المأساة ذات الموضوع المركب أفضل كثيرا من الدراما ذات الموضوع البسيط ، حيث أن الأولي قادرة علي إ‘ثارة عاطفتي «الخوف والشفقة» في نفس المشاهد.

### شروط إظهارالتحول[38]
أولا : ينبغي ألا نظهر الأخيار من الناس أمام المشاهدين وهم يتحولون من السعادة إلي الشقاء ، لأن مثل هذا التحول لا يؤدي إلي إثارة الشفقة في نفسه ، بل يؤدي بدلا من ذلك إلي إثارة الامتعاض والاشمئزاز بسبب تناقض المصير مع الفعل «الفعل خير والمصير مفجع».
ثانيا : ينبغي إلا نظهر أشرار الناس أمام المشاهد وهم يتحولون من الشقاء إلي الهناء ، لأن مثل هذا التحول بعيد كل البعد عن مغزي المأساة ، و لا يحقق أيا من شروطها ، بالإضافة إلي أنه لا يؤدي إلي تعاطف المشاهد إنسانيا مع الشخصية ولا يثير في نفسه سوي السخط.
ثالثا : ينبغي ألا نظهر أمام المشاهدين أشخاصا بلغت الذروة في شرها وجرمها و هم يتحولون من ذروة الهناء إلي حضيض الشقاء ، لأن الشقاء سيعتبر جزاء وفاقا علي ما ارتكبوه من شر مستطير ، و حتى لو أثار مثل هذا التحول الارتياح وأرضي مشاعر المشاهد الإنسانية بوجه عام ، فإنه لن يثير في نفسه شفقة ولا خوفا ، هما عاطفتان ضروريتان لمغزي المأساة الإغريقية. إن الشقفة لا تنبعث إلا في حالة رؤية المشاهد لإنسان لا يستحق كل ما حل به من شقاء ، والخوف لا يثار إلا في حالة وجود تماثل بين المشاهد و الشخصية التي حل بها الشقاء ، شقفة عليها لأنها لا تستحق كل هذا الشقاء ، و خوفا لتماثله معها في مثل هذا الموقف.
أفضل مظاهر التحول و أكثرهم إقناعا هو التحول الذي يتم من الهناء إلي الشقاء لا بالنسبة لخيار الناس و لا لشرارهم ، بل في حالة الأشخاص الذين يلاتكبون إثما معينا لم يتردوا فيه لشر متعمد ، بل استسلموا له بسلل غطرتستهم و غرورهم ، علي أن يكون هؤلاء الأشخاص من ذوي الشهرة الذائعة و من المنعمين بالسعادة «في طلع حياتهم».
يري أرسطو أنه ينبغي لكي يتحقق النجاح للموضوع أن يكون حل العقدة فيه واحدا لا مزدوجا و بحيث لا يتم التحول فيه من الشقاء إلي الهناء بل علي النقيض من ذلك ، أي من السعادة إلي التعاسة ، لا بسبب شر مستطير بل بسبب إثم عظيم يتردي فيه البطل الذي يكون ممن يتصفون بالسمو أكثر من كونه سيئا.

### الاكتشاف
الاكتشاف هو التحول من حالة عدم المعرفة إلي حالة المعرفة ، أو هو معرفة يقينية لحقيقة كانت مجهولة قبلا ، و يترتب علي الاكتساف تحول عاطفة إنسان من المحبة إلي العداء أو النقيض ، أو تحول حظه من الهناء إلي الشقاء " مثل ادويب من التعاسة بعد اكتشافه للإثم المروع " أو من الشقاء إلي الهناء مثل " تحول إلكترا من اليأس إلي قمة الفرح والأمل بعد اكتشافها أن أخاها أوريستيس لم يقص نحبه و أنه أمامها بلحمه و دمه " و أفضل أنواع الاكتشاف هو المرتبط بالتحول مثلما نشاهد في مسرحية " أوديب ملكا " حيث يقترن العنصران معا بمهارة فائقة ، لأن تحول حظ أوديب من الهناء إلي الشقاء قد تم بناء علي اكتشافه لحقيقة مولده التي كانت مجهولة لديه ".

### أنواع الاكتشاف[40]
ثمة أنواع أخري من الاكتشاف ، نظرا لأن الاكتشاف ممكن الحدوث عن طريق الأشياء و كذلك عن طريق الأحداث ، كما يمكن حدوث الاكتشاف في حالة ما إذا قام شخص بفعل معين أو لم يقم به. غير أن أفضل الأنواع جميعا هو الاكتشاف الذي ينبع من الأحداث ، و يرتبط بالموضوع و مواقفه ، بحيث يؤدي مع عنصر التحول إلي إثارة عاطفتي الخوف والشفقة في نفس المشاهد ، و يحقق المغزي التراجيدي الناتج عن المحاكاة، و بحيث يتوقف هناء الشخصية أو تعاستها علي ما تقوم به من أفعال مرتبطة بعنصري التحول والاكتشاف. حيث أن الاكتشاف يتعلق بطرفين من البشر فإنه لا يتم دفعة واحدة ، بل علي مرحلتين: في الأولي يعرف الطرف الأول شيئا عن الطرف الثاني ، و في الثانية تتم المواجهة بين الطرفين فيحدث الاكتشاف الكامل ، و من ثم لا يكون هناك شك في شخصية أي من الطرفين.
و هناك طرق أخري بعيدة عن المهارة الفنية و قاصر من الوجهة الدرامية رغم شيوع استخدامها ، لأن الاكتشاف فيه يتم عن طريق
أولا : علامات مميزة قد تكون موروثة ظاهرية مثل القلادات أو الأوشام.
ثانيا : مثل الكلمات التي تأتي علي لسان الشخصية المكتشفة «من خلال الخطاب المرسل»،
ثالثا : طريق التذكر حيث يتم التعرف عند رؤية الشخص لشئ ما «يعيد لذاكرته حادثا معينا».

## الفاجعة[41]
العنصر الأخير هو الفاجعة أو المعاناة التي يكابدها البطل بعد وقوعه في الإثم و بعرفها أرسطو علي أنها " حادث مدمر أو أليم يحدث علي المسرح (خلف الكواليس) مثل الموت أو الألم الفظيع أو الجراح المهلكة أو ما شابه ذلك.
الفاجعة هي أكثر الكلمات دلالة علي الحادث الأليم الذي يصيب البطل نتيجة صدامه مع القوي الأخري المسيطرة. و لم يكن من المحتم أن تنتهي كل المأساةت الإغريقية بحادث مفجع للبطل ، و مع ذلك فإن مغزي المأساة الإغريقية و هدفها و هو التطهير كانا يتطلبان وجود هذا العنصر المأساوي.
و المغزي من المأساة يقتضي أن تبعد عن العرض المسرحي المشاهد العنيفة كالقتل و سفك الدماء و قد أكد كل من أرسطو وهوراتيوس. و وفقا لهذا العرف لا يجب علي المشاهد أن يري مشاهد القتل لهذا تحدث خلف الكواليس. و علي أن يعرف المشاهدين هذه الأحداث عن طريق رسول أو من خلال الحوار ، و ذلك لاعتقادهم أن هذه المشاهد تصيب النظارة بالرعب و الفزع مما يؤدي إلي ضياع المغزي التراجيدي الذي يهدف إلي إثارة الخوف فحسب لدي المشاهدين.

## الجوقة[42]
أن المأساة لم تكن في الأصل سوى جوقة و لا شئ غيرها ، و أن الجوقة هي أصل الدراما الحقيقي و ذلك كما جاء بكتاب نيتشه «مولد المأساة من روح الموسيقى». و فعلا أذ نظرنا سنجد أن المأساة هي الأساس الذي نشأت عنه المأساة الإغريقية في أول عهدها ، فرغم اختلاف دور الجوقة و حجمها في المسرحيات الإغريقية إلا أن كتاب المأساة جميعا دون استثناء قد حرصوا علي أن تكون أغاني الجوقة جزءا لا يتجزأ من مسرحياتهم.
مما يدل علي أن المأساة الإغريقية قد تطورت في الأصل عن الإنشاد ، و أن جميع التقسيمات التي ذكرها أرسطو علي أنها أجزاء للتراجيديا تشير إلي أن الجوقة هي أساس المأساة، و أن المسرحية تقسم حسب دخول الجوقة و خروجها و أغانيها ، كذلك أن العنصر الغنائي كان أحد مكونات المأساة الستة.
اختلف الكتاب في توظيف الجوقة ، حيث استخدمها سوفوكليس لتقوم بدور ممثل و بأن تشارك في المشاهد التمثيلية ، و تبادل الحوار مع شخصيات المسرحية ، كما جعل اغانيها مرتبطة بموضوع المسرحية و بنائها الدرامي بحيث تساعد المشاهد علي فهم أبعاد النص الدرامي. أما يوربيدس فلم يهتم بإيجاد هذا الارتباط مما ترتب عليه أغاني الجوقة في مسرحياته كادت تنفصل عن البناء الدرامي.

### دور الجوقة[43]
يتلخص دور الجوقة في المأساة الإغريقية في النقاط التالية:
أولا: توضيح الأحداث والتعليق عليها ، و كذلك التخفيفي من حدة التوتر الذي يحس به المشاهدون من جراء تتابع المواقف التراجيدية العنيفة. و ينبغي أن تكون الكلمات التي تعلق بها الجوقة علي الأحداث مرتبطة بالموقف الدرامي ، و حتى لو افترضنا أن الجوقة كانت تعبر عن آراء الكاتب أحيانا فإن ذلك كان يتم بطريقة طبيعية ، دون افتعال ، بحيث تكون أناشيد الجوقة مكملة للمشاهد التمثيلية و مرتبطة بما جاء فيها ارتباطا طبيعيا.
أن الجوقة بالمأساة تمنح المشاهدين لحظات من الإثارة الهادئة ، يمكن عن طريقها أن توضح لهم ما يدور من أحداث ، و أن تعلق علي المواقف الدرامية ، بحيث تربط كل مشهد بالذي يليه. أما فيما يختص بالتخفيف من حدة التوتر فإن الجوقة كانت عقب كل مشهد تراجيدي تستوعب خوف المتفرج الناشئ عن متابعته للأحداث العنيفة ، ثم تهيئه لخوف جديد ، حتى لا يكون وقع الفاجعة علي نفسه قاسيا ، و حتى لا يضيع المغزي التراجيدي في خضم انفعالاته المتلاحقة. كذلك كانت الجوقة و أناشيدها و رقصاتها عاملا ملطفا و مهدئا لبصر المشاهد و عقله فيما بين المشاهد التمثيلية.
ثانيا: القيام بأداء دور ممثل بمعني أن تشترك الجوقة في الحوار تماما مثل أي ممثل آخر ، و بمعني أن يكون حديثها و إنشادها جزءا من موضوع المسرحية ، غير أن هذا لم يكن يعني أنها أحدي الشخصيات الرئيسية في المسرحية ، لأن المفترض أن الجوقة لا تشترك في الصراع الدائر بين الشخصيات علي خشبة المسرح «حيث صنع الفعل الدرامي» بل تلزم الحياد التام ، و تبقي في مكانها علي الأوركسترا «حيث مراقبة الفعل».
و بهذا تعتبر من الوجهة الفعلية خارج الأحداث مهما اشتركت في الحوار. إن الجوقة لا تملك إرادة التغيير ، و ليس هذا قصورا منها بقدر ما هو نتيجة لطبيعة دورها ، فهي ليست صانعا للأحداث بل مجرد مشاهد لها. والجوقة لا تقرأ الغيب كي تحذر منه بل تعلق فقط علي ما يحدث أمامها ، و تبي فيه وجهة نظرها ، لأن الصراع في المأساة يخضع في مجموعة لحتمية القدر بحيث لا تملك الجوقة إزاءه تغييرا أو تبديلا.
كذلك في عدم مبارحة الجوقة لمكانها في الأوركسترا ما يؤكد حدود دورها في المأساة الإغريقية القديمة ، و هو دور لا ينبغي أن يتحول من التأثر بالأحداث إلي التأثير الفعلي فيها ، و من التعليق بالرأي إلي اتخاذ القرار.
ثالثا: أن تعبر عن الرأي العام بمعني أن تمدح الأفعال الطيبة و تذم الأفعال الشريرة ، و تثني علي الأخيار و تستقبح فعل الأشرار ، تتعاطف مع البطل في محنته و لكنها لا تتواني في نقدها حينما يحيد عن الحق. فالجوقة تعني الرزانة في الرأي والوقار في التصرف بقدر وقار ملابسها و أقنعتها . و كانت خيرة في عالم الأبطال الذين يتردون بسبب هفواتهم و آثامهم في هاوية من العذاب .

## العقدة
العقدة هي تطور مواقف الفعل الدرامي في المسرحية علي يد المؤلف حتى تصل إلي ذروتها أو قمة تصاعدها ، بحيث يتم إيجاد حل منطقي و مناسب لها . و يعرف أرسطو العقدة علي أنها تجمع للأحداث التي تقع منذ بداية المسرحية حتى ذروتها أو نقطة التحول فيها ، أما الحل فيبدأ من نقطة التحول تلك حتى نهاية المسرحية
تتكون العقدة من أربع أقسام 
1- المركبة: التي تحتوي علي عنصري التحول والاكتشاف ، البسيطة التي لا تحتوي علي العنصرين السابقين . و يفضل أرسطو المركبة لأنها تحقق المغزي الدرامي بعكس البسيطة التي تكون قاصرة عن تحقيق هذا المغزي .
2- المعتمدة علي الفاجعة .
3- المعتمدة علي شخصية .
4- المعتمدة علي عنصر الفزع .
أن أهم ما في المسرحية هو العقدة و حلها ، و لا يكفي أن تصاغ العقدة بمهارة ، ثم يأتي حلها ضعيفا أو غير مقنع ، بل ينبغي علي المؤلف أن يجعل الحل علي مستوي العقدة بحيث تتم صياغة العقدة و حلها بنفس الدرجة من المهارة والإتقان . العقدة -إذا- هي أهم ما في المسرحية ، لأن الدراما بحق هي فن العقدة ، و لأن الصراع الذي لا يؤدي إلي عقدة هو صراع غير درامي .
إن الذروة في الدراما هي أن يصل الصدام بين الإرادة الإنسانية والحتمية التي تمثلها النواميس الكونية إلي الدرجة التي تتحطم فيها أحد القوتين: إرادة الإنسان أو النواميس الثابتة . و لما كان من العسير بل من المستحيل وفقا للمفهوم الإغريقي أن تتحطم نواميس الكون الثابتة -فإن الصدام يجعل من المحتم إعادة تشكيل السلوك البشري والعلاقات الإنسانية علي نحو جديد أفضل . فأفعال البشر من ذوي الإرادة القوية تدفع بهم مباشرة إلي حتمية الصدام رغم أنهم في قرارة أنفسهم يبذلون أقصي جهدهم لتجنبه ، والفعل الدرامي مرتبط بالإرادة الإنسانية و لا تقوم له قائمة في غفلة من هذه الإرادة الواعية ، بل إنه يبدأ لحظة نهوض هذه الإرادة لتحقيق هدف ما أو درء خطر ما.
و يتم حل العقدة بالمأساة بناء علي ما تقتضيه الأحداث نفسها و ما تسفر عنه ، و هناك سبيل يستخدم و هو خارج عن فنية العمل لكنه استخدم كثيرا و هو «الحل الآلي» الإلة من الألة ، و يري أرسطو أنه لا ينبغي استخدام حيلة الآلة إلا في أحداث المسرحية التي لا تنتمي إلي الفعل الدرامي، و إلا في الأحداث التي وقعت قبل الفعل الدرامي ، و في الأحداث التي لا يستطيع المرء إدراك كنهها ، أو في الأحداث التي وقعت بعد الفعل الدرامي ، أو في الأحداث التي يلزم إظهارها عن طريق التنبؤ أو السرد ، ذلك لأننا نفترض في الألهة المقدرة علي رؤية كل شيء «و ننسب إليهم ما نعجز عن فعله».
و هناك حل مزدوج مثل ثلاثية «الأوريستية» حيث ينال كل من الأخيار الثوابو الأشرار العقاب .

## التطهير و مغزي المأساة

### التطهير[47]
إن المحاكاة في المأساة ينبغي أن تؤدي إلي التطهير عن طريق إثارة نفعالين في نفس المشاهد و هما «الشفقة و الخوف».
إن مغزى التطهير هو أن يقع المشاهد فريسة لعدد من الانفعالات المتباينة التي تدور في نفسه ، كي يتخلص من نزعاته الشريرة ، و رغباته الجامحة و فرديته العمياء و تهوره الأحمق و غطرسته الزائفة ، حينما يشاهد بعينيه مصارع الآخرين و دمارهم ، لأن الحكمة والمعرفة التي أثرت عنهم لم تستطع الصمود أمام نزعاتهم الشريرة فاستسلموا لها و لم يتحكموا فيها ، بل تركوها تتحكم فيهم و تجعلهم ينحرفون .
لذلك فإن أرسطو يرى أن غاية الكاتب المسرحي ينبغي أن تكون إقارة انفعالي الخوف والشفقة في مفس المشاهد ، عن طريق العرض المسرحي و عن طريق ترتيب الأحداث في الموضوع «أي البناء الدرامي» و أن الكاتب المسرحي الناجح هو من يؤلف موضوعه بحيث يثير هذين الانفعالين ، سواء لحظة قراءة العمل أو مشاهدته كعرض مسرحي .
و لا ينبغي أن يكون هدف المشاهد الأوحد أن ينشد من وراء المأساة الإمتاع بكل حدوده ، بل يكفيه الإمتاع الملائم المطابق للموقف الدرامي «المنبعث من تتابع الأحداث و تكشفها عن عنصر الإدهاش»، و حتى يتحقق لابد أن يكون نابع من داخل الأحداث نفسها ، و كذلك من المواقف التي تثير الخوف والشفقة عند محاكاتها و بالتالي تؤدي غلي التطهير .

### مغزي المأساة[48]
تناولت المأساة بوجه عام قضايا السلوك الإنساني الناتج عن طبيعة «الإيديولوجية» التي ينتمي إليها «الفرد»، و يتصرف بوحي منها ، سواء أكانت عقيدة متصلة بالدين أم فكرا خاصا يعتنقه الفرد بحيث يؤثر علي سلوكه و مواقفه التي تتصف غالبا بالثبات والقوة . لذلك فإن اهتمام المأساة كان منصبا في المقام الأول علي تصوير الإنسان «الفرد» أمام ما يعصف به من نوازع داخلية و أهواء ، و هل يستطيع الصمود أمامهم بعقله أم سينهار رغم حكمته ؟ و كذلك اختارت المأساة أبطالها من البشر المتفردين في صفاتهم و سلوكهم . فأرسطو يقصد بالأشخاص الأسمي أولئك الأكثر اختلافا عن الجمهرة ، والأقدر علي الاستجابة للأحداث والتأثير فيها ، ذوي المواقف القادرين علي تحمل تبعات تصرفاتهم بشجاعة مهما كانت بشاعة مصيرهم . لكن هؤلاء الأشخاص رغم سلوكهم المتميز لهم هفواتهم و سقطاتهم التي تقودهم إلي ارتكاب الإثم ، و مثل هذه الهفوات هي التي تحدد مصيرهم ، لأنهم في سبيل فرض وجهة نظرهم مضطرون للصدام مع قوى أخري دون تبصر أو روية .
إن شخصيات المأساة -كما يقول أرسطو- خيرة وسامية أكثر من كونها شريرة . و وضعها في الإطار الدرامي معناه تصحيح سلوكها وردها إلي التوازن ، لأن هدف المأساة هو إيجاد صيغة أفضل للعلاقات الإنسانية في المجتمع ، علي أساس التصالح بين الرغبات والدوافع التي تحرك البشر في سلوكها ، و يتم هذا عن طريق نبذ التطرف والتخلي عن الفردية التي تدفع حتما إلي الصدام و إلي ارتكاب الإثم ، و عن طريق إرساء الاعتدال والموضوعية محلها ، لأنهما أساس روح الجماعة و روح التعاون بين البشر .
المأساة-إذا- تتعمق داخل النفس البشرية «للفرد» لتصل إلي أغوارها و تعرف كنه ما يحركها ، و تعتقد أن صلاح الجماعة يتوقف علي صلاح «الفرد»، و لجلال موضوعها فإنها تعالج الجانب الجاد من الحياة ، و تري أن علاج الخطأ ينبغي أن يكون بالعقاب فلا يفل الحديد إلا الحديد .
لذلك فإن المأساة اتخذت التطهير هدفا لها ، والتطهير هدفه التغيير من خلال «الفرد»، فكل مشاهد للتراجيديا يعتقد أن التطهير إنما هو علاج له بمفرده ، لأنه يري ذاته بكل أعماقه و هي تعرض أمامه ، لأنه يحس بأنه أمام مشكلة «فردية» تماما ، و مع ذلك فهي في المقام الأول إنسانية في عموميتها .
أن الدموع التي يذرفها المشاهدون للتراجيديا ليست تسليما منهم بالعجز ، بل هي إشفاق علي مصير صنو لهم في الإنسانية والظروف ، و هذا الإشفاق شعور إنساني رحيو و ليس سلبيا كما تصور البعض مثل تصور «بريخت» أن المأساة تستنفذ قدرة المشاهد علي الفعل حينما تورطه في أحداث العمل المسردي ، و نغمره في خضم التجربة الماثلة أمامه ، ليعايش أحداثا مقترحة و ليست واقعية ، فيخرج من المسرح مستريحا لكنه سلبي فاقد للقدرة علي الفعل ، حيث أنه افرغ شحنته العاطفية أثناء مشاهدته العرض المسرحي .
أماالمأساة فتهدف إلي الحد من رغباتنا المتطرفة و نوازع الشر الكامنة في نفوسنا ، و هذا لا يتأتي إلا بهزها هزا من الأعماق حتى ترق مشاعرنا ، و حتى نصبح أكثر رحمة و تعاطفا ، و أقل غلظة و قسوة ، و بهذه الطريقة تصبح دموعنا مطهرا لنوازع الشر الآثمة التي تراودنا بين الفية والأخري من أجل التسلط علي الآخرين و سحقهم .
أن المأساة تحاول جاهدة الحد من الأنا المتسلطة والمتضخمة التي تدفع الإنسان للغطرسة والتطرف .
و ترمي إلي تحمل الإنسان علي الاعتراف لعقم الشر ، و عدم جدوي التسلط ، و لا مشروعية الغرور والتطرف ، والفاجعة التي تحل بالبطل في المأساة ذات مغزي ، لأنها تسحق غروره و تمحق غطرسته ، و هي نذير بالتحول في شخصيته و يبشير بكشف الغمة عن بصره ، لأنه بعدها سيصبح أكثر وضوحا في رؤيته ، و أكثر تعقلا في أحكامه .
المأساة لا تنتظر وقوع الإثم كي تعالجه ، بل هي تتفق مع المثل القائل «الوقاية خير من العلاج» لأنها تبغي تطهير النفس مما قد ينتابها من نوازع الشر التي لا تكون في العادة قد ظهرت في السلوك ، و معني ذلك أن التطهير علاج وقائي للمثالب و ليس عقارا لمقاومة المرض .